# Fiodor Karin
Fiodor Karin (născut Todres Krutianski; în rusă Фёдор Карин; n. 1896, Basarabia, Imperiul Rus – d. 21 august 1937, Kommunarka shooting ground⁠(d), RSFS Rusă, URSS) a fost un evreu basarabean, agent de informații și comisar sovietic. 

## Biografie
S-a născut în satul Susleni (acum în raionul Orhei, Republica Moldova) din ținutul Orhei, gubernia Basarabia (Imperiul Rus), în familia numeroasă a meșteșugarilor evrei, Iankel și Carolina Krutianski. În timp ce studia la școala reală din Chișinău, s-a alăturat unui cerc clandestin al Partidul Social-Democrat al Muncii. De la vârsta de șaisprezece ani a început să lucreze ca funcționar în biroul unui avocat (1912-1914).
Odată cu izbucnirea primului război mondial, a fost mobilizat în Armata Țaristă. Ulterior, pentru propaganda revoluționară a fost trimis într-o companie de recidiviști, de unde a dezertat și a emigrat în România; acolo și-a continuat activitatea revoluționară. În 1916, după ce România a intrat în război de partea Antantei, a fost condamnat la închisoare. În 1917, odată cu victoria Revoluției din februarie în Rusia, a fost eliberat din închisoare sub amnistie pentru deținuții politici și s-a întors acasă, unde în martie 1917 a fost mobilizat și trimis pe frontul român cu o companie de marș, în vara aceluiași an a participat la luptele de pe râul Siret. După demobilizare, în 1918, s-a angajat în activități de propagandă în Basarabia. În același an s-a alăturat Armatei Roșii, a servit ca comandant al unei escadrile de cercetași montați în Brigada 1 basarabeană a Gărzii Roșii. A fost rănit în luptă. În 1919 a devenit membru al PCUS.
În 1919 a fost ales membru al Comisiei extraordinare din Ucraina pentru achiziții, ulterior, secretar tehnic al biroului basarabean din cadrul Comitetului central al Partidului Comunist din Ucraina. În același an, a fost numit comisar politic al Departamentului de Investigații Criminale, membru al colegiului Comisiei Extraordinare, angajat al departamentului special al Armatei a 12-a. În luna august a aceluiași an, a fost transferat la muncă la Moscova, în unitatea operațională a Departamentului special al CEKA, unde a lucrat sub conducerea lui Artur Artuzov. Odată cu formarea în 1922 a GPU, a devenit angajat al Departamentului de Externe (informații străine).
În anii 1922-1924 a fost agent de informații în România, Austria, Bulgaria (sub numele de cod „A. Koretski”). În 1924-1927, a lucrat în China, mai întâi ca deputat și apoi ca rezident al reședinței „legale” a GPU din Harbin. Pentru munca sa de succes ca rezident, i s-a acordat insigna „Cekist de onoare”. Datorită activităților sale, stația Harbin a devenit principala stație „legală” de informații străine din China. 
În 1927-1928 a lucrat în Statele Unite (sub numele de cod „Jack”). În 1928-1931 a fost agent al GPU în Germania. În 1931-1933, a fost agent al GPU în Franța. Pentru munca sa reușită în Franța, i s-a acordat al doilea ecuson „Cekist de onoare”. Vorbea fluent limbile română, engleză și germană.
La întoarcerea la Moscova în septembrie 1933, a fost numit șef al departamentului 1 al GPU, care se ocupa cu serviciile de informații în Statele Unite și Europa. A fost distins cu gradul de maior superior în securitatea statului. La 20 ianuarie 1935, a fost numit șef al Departamentului 2 (Est) al Direcției de Informații a Armatei Roșii. Alături de Artuzov și fostul șef al Direcției de informații, Ian Berzin, a primit titlul de comisar de corp. A lucrat direct cu grupul de recunoaștere „Ramzai” al lui Richard Sorge.
La 11 ianuarie 1937, Biroul Politic al Comitetului Central al Partidului Comunist al URSS, la propunerea comisarului popular al apărării Kliment Voroșilov, a decis să-i elibereze pe Artuzov, Steinbrück și Karin de la activitatea din cadrul Direcției de Informații a Armatei Roșii și trimiși în dispoziția NKVD.
A fost arestat la 16 mai 1937 în timpul Marii Epurări. Cazul „despre participarea comandantului de corp Karin la o conspirație militar-fascistă” a fost audiat la 21 august 1937 și condamnat de o comisie NKVD și  procurorul URSS la pedeapsa capitală. A fost împușcat în aceeași zi cu Artuzov și alții. Au fost îngropați în zona fermei de stat Kommunarka de lângă Moscova într-o groapă comună nemarcată. La 5 mai 1956, Colegiul Militar al Curții Supreme a URSS a examinat cazul sub acuzația de trădare împotriva lui Karin. Colegiul militar a anulat decizia Comisiei speciale din 21 august 1937 „din lipsă de corpus delicti”..